# Вермонт
Вермо́нт (англ. Vermont, американское произношение: [vərˈmɒnt] (слушать)о файле) — один из штатов на северо-востоке США. Расположен в регионе Новая Англия. В составе США с 1791 года.
Один из самых маленьких штатов США: по площади территории (24 923 км²) — 45-й, по числу жителей (626 042 чел., данные 2015 года) — 49-й из всех 50 штатов США. Столица — Монтпилиер, крупнейший город — Берлингтон.
Официальный девиз штата — «Свобода и единство» (англ. Freedom and Unity). Официальное прозвище — «Штат Зелёных гор» (слово Vermont происходит от фр. vert mont — «зелёная гора»).
Принятое в США сокращение для названия штата — VT.

## География

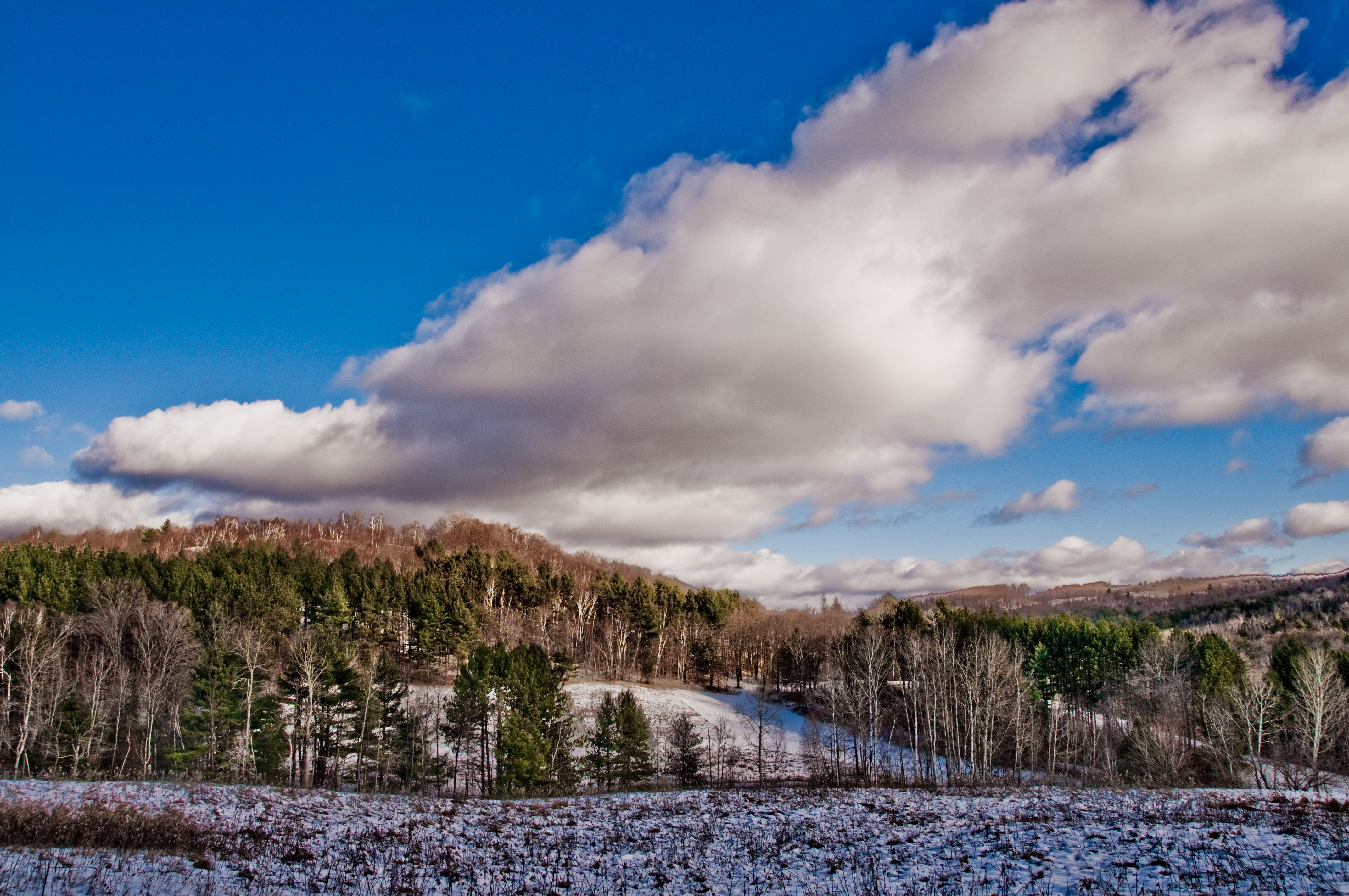
Ноябрьский лес близ города Роялтон в центральной части штата

Вермонт расположен в Новой Англии, на северо-востоке Соединённых Штатов. Территория штата включает в себя 23 955 км² суши и 968 км² водной поверхности, итого площадь — 24 923 км² (45-й из 50 штатов США).
Западный берег реки Коннектикут отделяет Вермонт от штата Нью-Гэмпшир на востоке (сама река является частью Нью-Гэмпшира). Главное озеро Вермонта — озеро Шамплейн, являющееся шестым по величине пресноводным озером в Соединённых Штатах, отделяет Вермонт от штата Нью-Йорк на северо-западе.
Протяжённость Вермонта с севера на юг — 256 км. Наибольшая ширина штата с запада на восток равняется 143 км (на границе с Канадой), а наименьшая — всего 60 км (рядом со штатом Массачусетс). Географическим центром штата является городок Вашингтон, в 5 километрах к востоку от Роксбери.
В штате выделяют шесть природно-географических районов: Северо-восточное нагорье (the Northeastern Highlands), Зелёные горы (the Green Mountains), горы Таконик (the Taconic Mountains), низменность Шамплейн (the Champlain Lowlands), Вермонтская долина (the Valley of Vermont) и подножия горы Вермонт (the Vermont Piedmont).
Точное происхождение неофициального названия «штат Зелёных гор» не установлено. Некоторые исследователи считают, что такое название обязано густому (по сравнению с лесами в более высоких горах штатов Нью-Гэмпшир и Нью-Йорк) вермонтскому лесу. Другие полагают, что Вермонт назван так из-за преобладающего здесь зеленоватого сланца-слюды.

## История

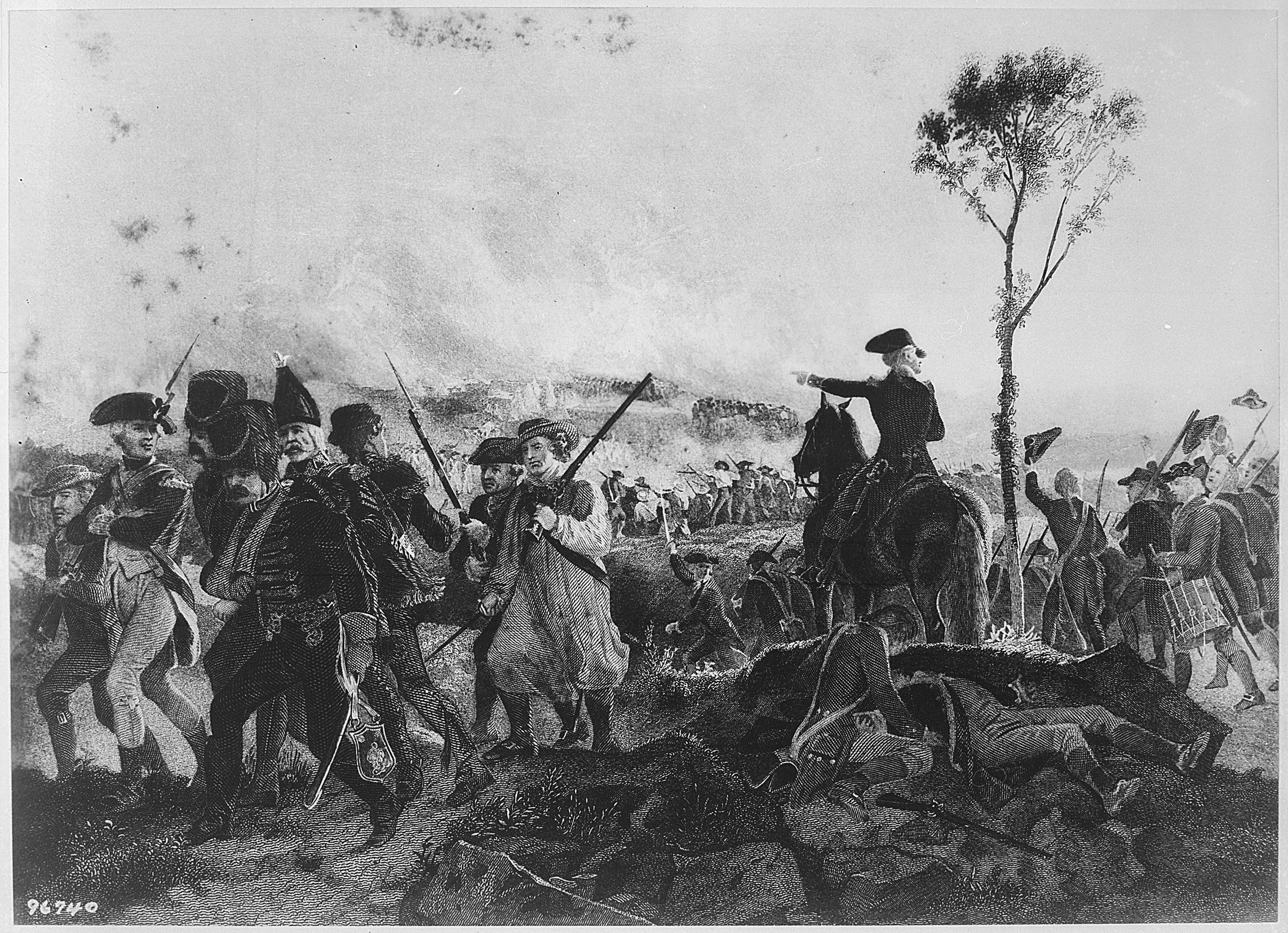
Сражение при Беннингтоне в 1777 году между Республикой Вермонт и королевскими войсками

Первым европейцем, увидевшим Вермонт, был Жак Картье в 1535 году. 30 июля 1609 года французский исследователь Самуэль де Шамплен объявил Вермонт частью Новой Франции и основал форт — первое поселение европейцев в Вермонте. Первое постоянное поселение британцев было основано в 1724. Последовавшая за Семилетней войной (1756—1763) потеря Францией владений в Северной Америке и окончание войны привлекли в Вермонт переселенцев.
Появление Вермонта как государственного образования связано с территориальным спором между британскими провинциями Нью-Йорк и Нью-Гэмпшир. С 1777 по 1791 год Вермонт существовал как независимая Республика Вермонт, где была принята одна из первых и наиболее передовых письменных конституций, запрещавшая рабство, дававшая всеобщее избирательное право для всех мужчин и гарантировавшая финансирование общеобразовательных школ. 4 марта 1791 Вермонт вошёл в состав Соединённых Штатов Америки, став четырнадцатым штатом.
Во время Гражданской войны в США (1861—1865) Вермонт отправил в армию северян более 34 тысяч человек.
В настоящее время в штате существует политическая группа Вторая республика Вермонт, выступающая за мирное воссоздание независимой Республики Вермонт.

## Население
Согласно данным Статистического бюро США население Вермонта в 2013 году оценивалось в 626 630 человек (51 % женщин, 49,0 % мужчин). В 2012 году белое население Вермонта составляло 95,4 %, афроамериканцы 1,1 %, азиаты 1,4 %. Согласно переписи 2000 года 2,54 % населения говорят дома по-французски и 1,00 % по-испански.
Распределение населения по этно-расовому признаку:
- европейского происхождения — 95,4 %
  - французского и франкоканадского происхождения — 23,3 %
  - английского происхождения — 18,4 %
  - ирландского происхождения — 16,4 %
  - немецкого происхождения — 9,1 %
  - итальянского происхождения — 7,5 %
- латиноамериканского происхождения — 1,6 %
- азиаты — 1,4 %
- афроамериканцы — 1,1 %
- индейцы — 0,5 %

## Экономика
ВВП Вермонта в 2016 году составил 31,092 миллиардов долларов США. По этому показателю Вермонт занял 50-е место среди 50 штатов, а также 38-е место по ВВП на душу населения. Доход на душу населения составил 32770 долларов в 2004 году. Канада стала торговым партнёром Вермонта номер один в 2007 году. Штат имеет торговлю на 4 миллиарда долларов с канадской провинцией Квебек. Розничные продажи в 2007 году составили 5,2 миллиарда долларов. Среднее домохозяйство имело доход в 42692 доллара. Это 15 место штата по стране. В 2001 году Вермонт произвёл 1040000 литров кленового сиропа, это составило около одной половины национального производства. Туризм составляет значительную часть экономики Вермонта. Зимой многочисленные лыжные курорты привлекают туристов со всего мира. Курорты, отели, рестораны и магазины — основная сфера интересов туристов, тем более, что благодаря этому круглый год создаются новые рабочие места для жителей. В 2005 году туристы совершили около 13,4 миллионов путешествий в штат, потратив 1,57 миллиарда долларов.

## Культура

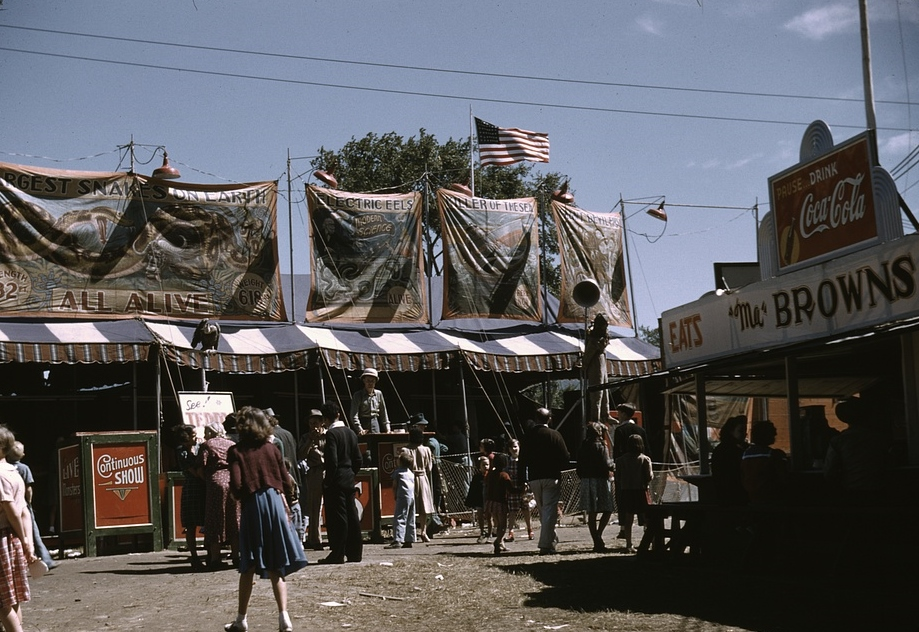
Ярмарка штата Вермонт в 1941 году

В Вермонте проводится ряд фестивалей, включая Кленовый фестиваль Вермонта, Фестиваль зелени, Яблочный фестиваль, Музыкальный фестиваль в Марлборо. Симфонический оркестр поддерживается штатом и выступает по всей его территории. Поэтическое Общество публикует литературный журнал «Трубадур зелёных гор». Расположенная в Братлборо Театральная Компания проводит каждое лето Фестиваль Шекспира. Монтпилиер принимает ежегодный кинофестиваль «Зелёные Горы».
Одной из достопримечательностей Вермонта является мемориал места рождения Джозефа Смита, основателя Церкви Иисуса Христа Святых последних дней, члены которой более известны как мормоны, в городке Шарон.
С 1976 по 1994 годы в Вермонте (город Кавендиш) жил в эмиграции Александр Исаевич Солженицын с семьёй.

## Общественная безопасность
Вермонт отличается крайне либеральным оружейным законодательством среди штатов США. Лицензия на приобретение оружия, как и разрешение на его ношение, не требуются в принципе, а ношение оружия, в том числе и открытое, разрешается с 16 лет.

## Галерея

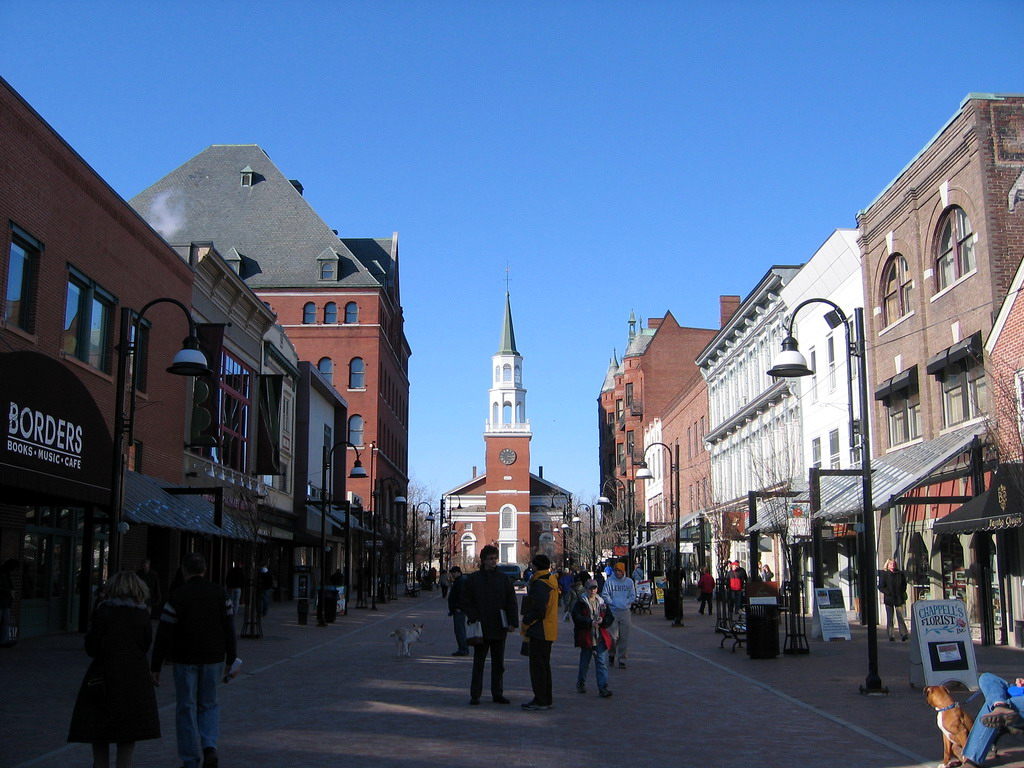
Берлингтон (Вермонт), крупнейший город штата
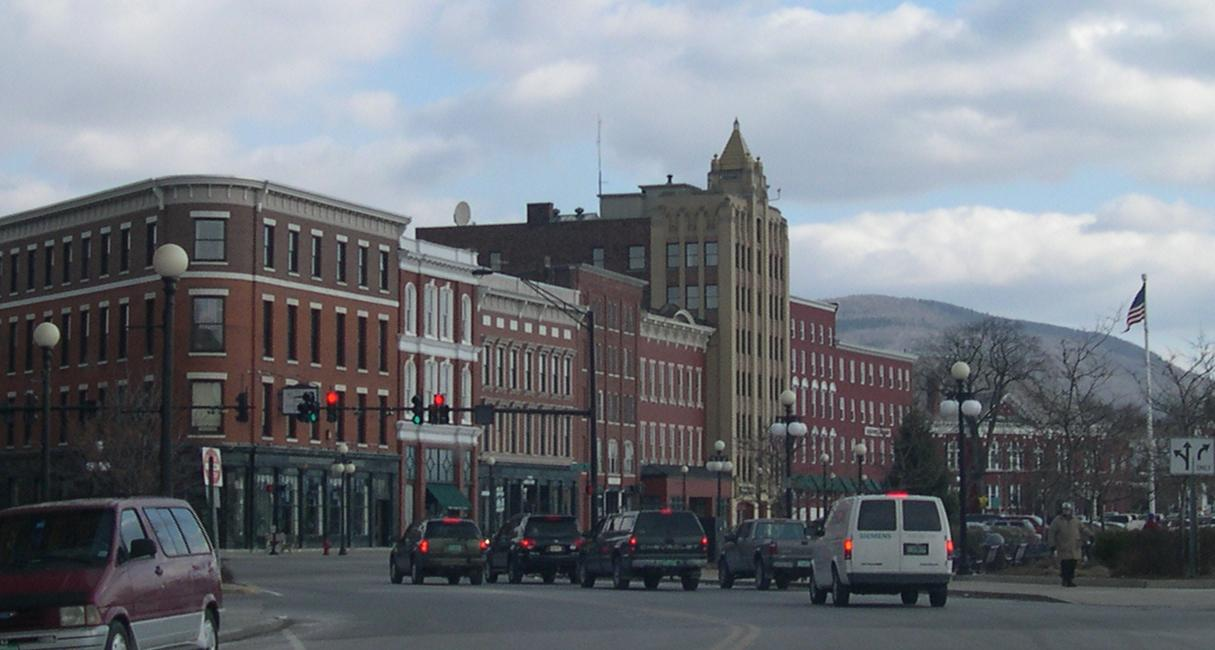
Ратленд
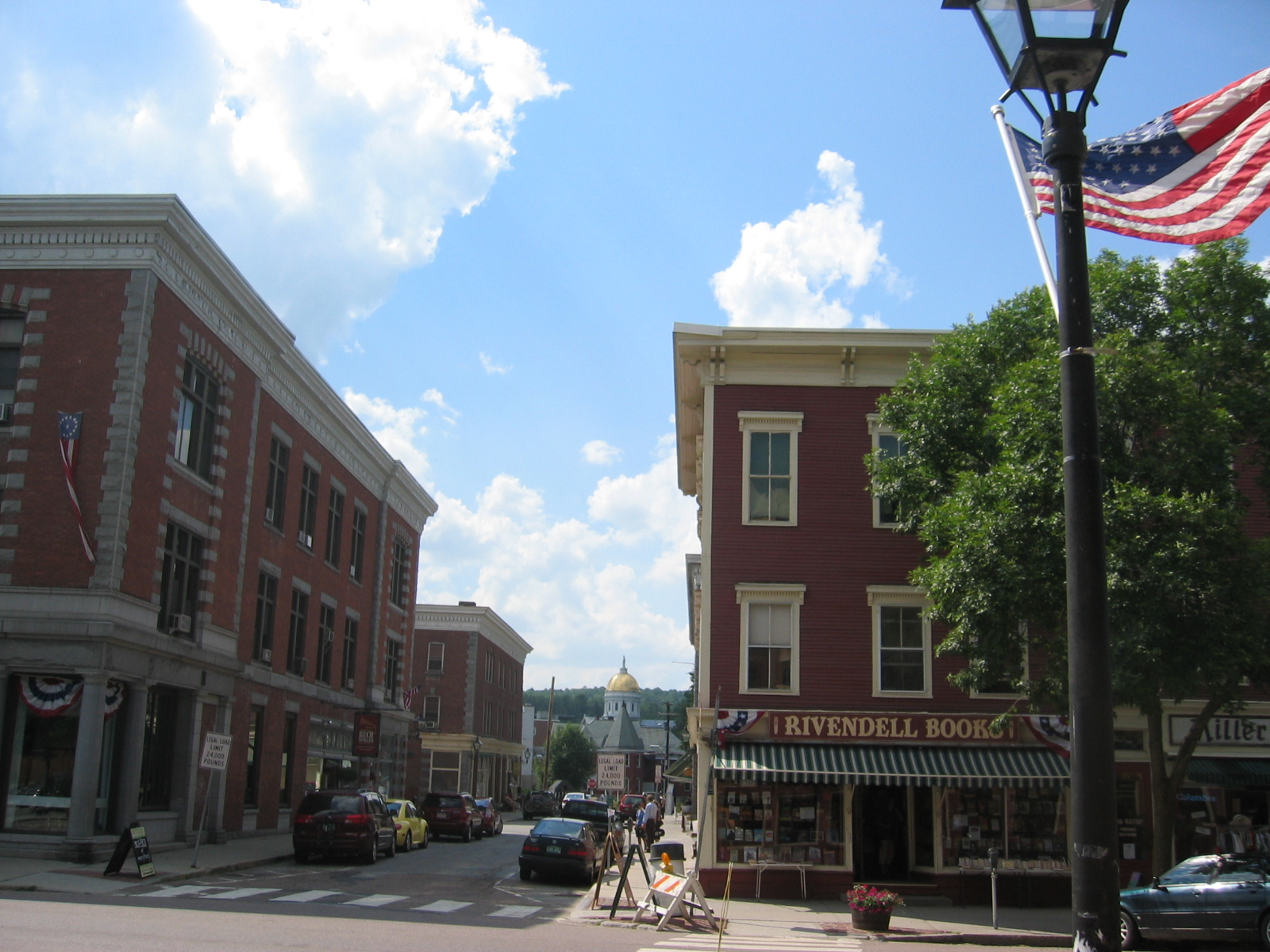
Монтпилиер, столица штата
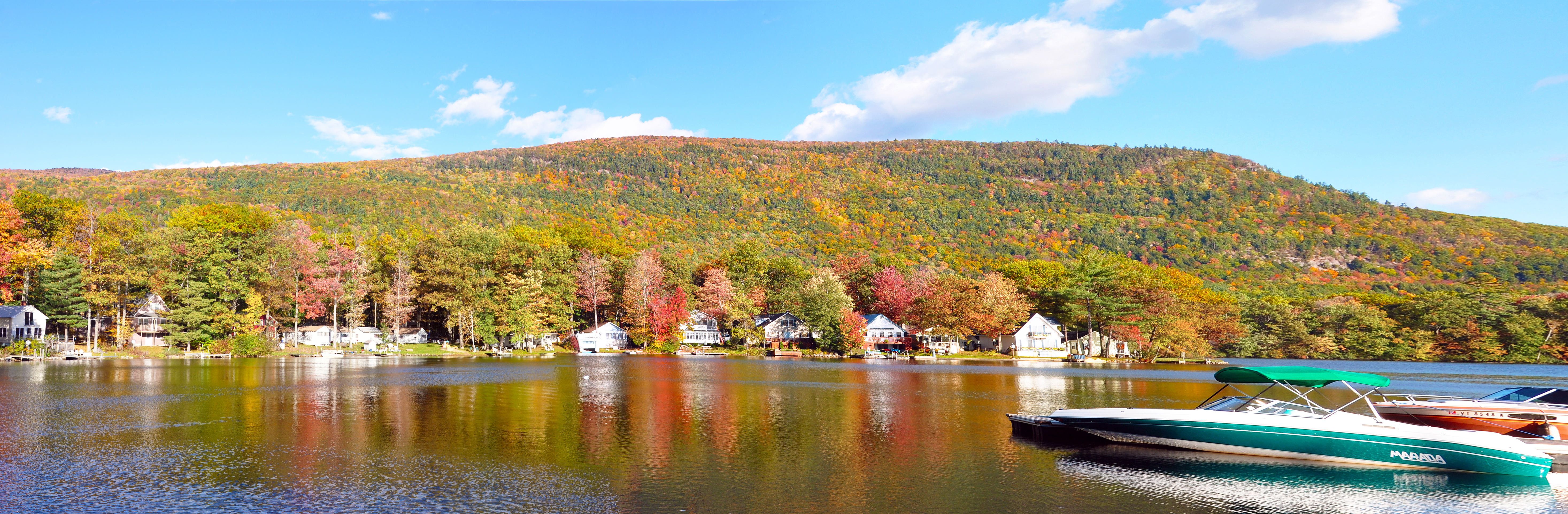
Осенью в Вермонте
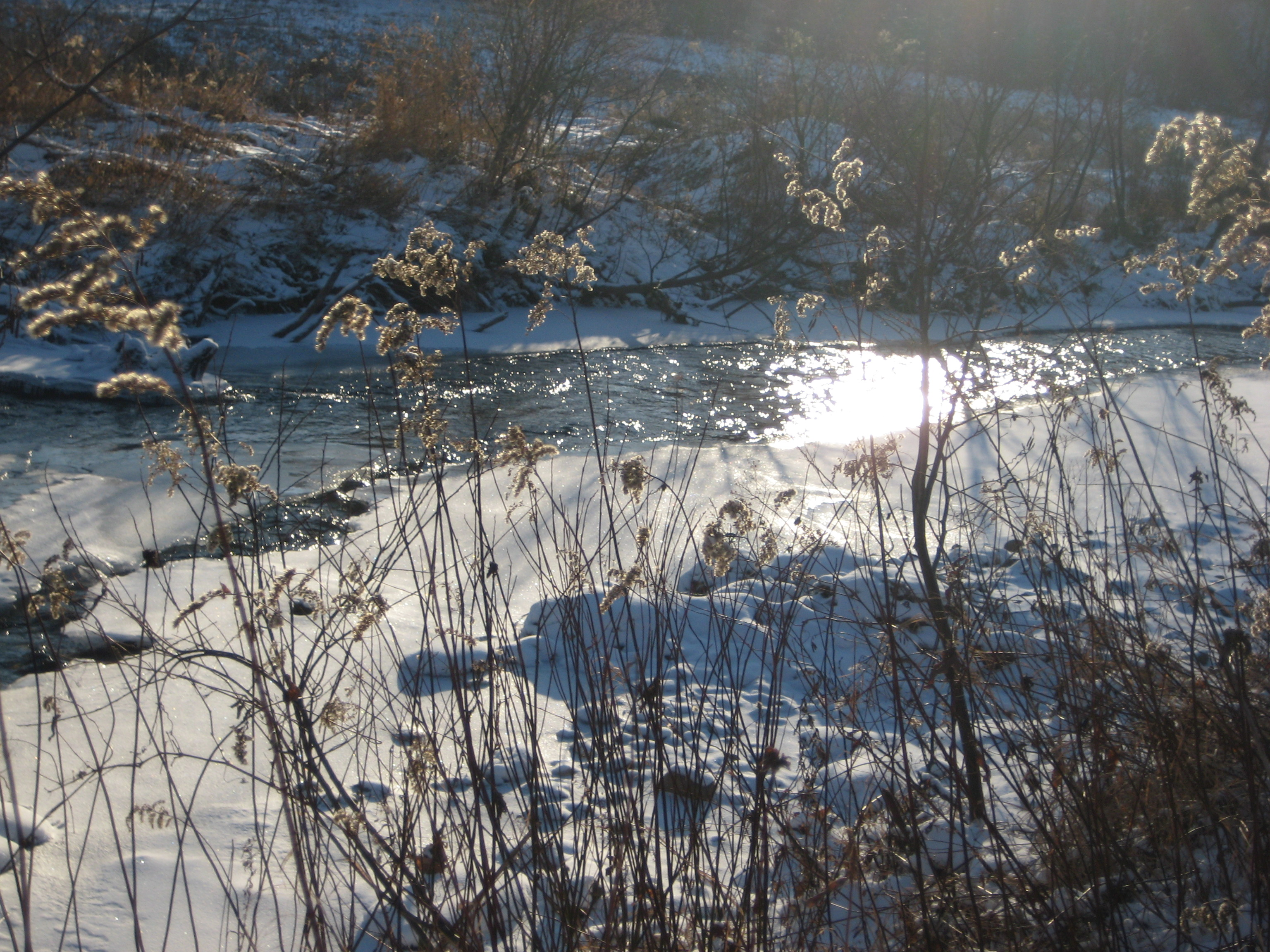
Река Ли в Джерико в феврале, 2008 г.